# Terroso (Póvoa de Varzim)
Terroso era una freguesia portuguesa del municipio de Póvoa de Varzim, distrito de Oporto.

## Historia
Como en toda la región, el área está habitada desde épocas prehistóricas, como evidencian los topónimos Leira da Anta (entre Terroso y Amorim) y Cortinha da Fonte da Mama. Sin embargo, no todo son memorias, ya que aún permanece intacta el Túmulo de Sejães. En la acrópolis del monte de la freguesia, aún persiste la Cividade de Terroso.
Fue suprimida el 28 de enero de 2013, en aplicación de una resolución de la Asamblea de la República portuguesa promulgada el 16 de enero de 2013 al unirse con las freguesias de Amorim y Aver-o-Mar, formando la nueva freguesia de Aver-o-Mar, Amorim e Terroso.

## Patrimonio
- Cividade de Terroso
- Túmulo de Sejães